# Ulises Goire
Ulises Goire (Sancti Spíritus, 4 novembre 1970) è un ex cestista cubano.

## Carriera
Con Cuba ha disputato i Campionati mondiali del 1994 e i Campionati americani del 1997.